# Skoby
Skoby est une localité de Suède dans les communes d'Östhammar et d'Uppsala et situées dans le comté d'Uppsala.
Sa population était de 239 habitants en 2019.